# Venilo

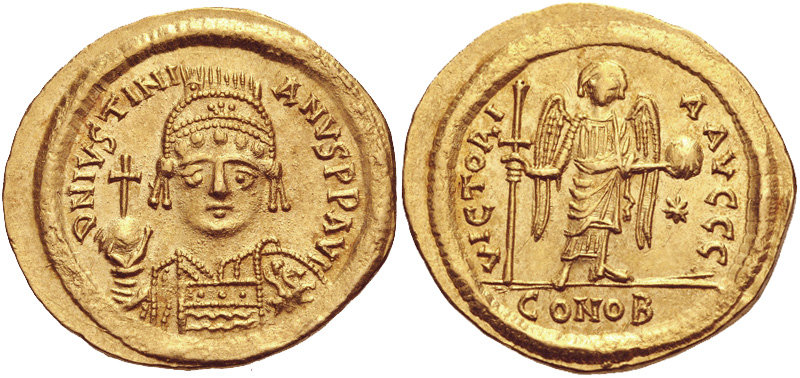
Soldo de Justiniano r.

Venilo ou Benilo (em latim: Venilus/Benilus; em grego: Βενιλóς; romaniz.: Venilós/Benilós) foi um general bizantino do século VI, ativo durante o reinado do imperador Justiniano (r. 527–565). Era provavelmente filho do general e rebelde Vitaliano e irmão dos oficiais militares Cutzes e Buzes. Segundo Patrick Amory, seu nome tem origem gótica. Desde 550, participou da guerra em curso contra o Império Sassânida e comandou tropas em Lázica.
Na primavera de 551, liderou nove mil homens ao lado de Vligago e acampou perto do rio Fásis com Varazes. Com a aproximação do destacamento sassânida de Mermeroes, retrocedeu através do rio. Talvez esteve entre os generais bizantinos que esconderam-se dos sassânidas próximo ao Fásis no final de 551. Eles acamparam ali com a aproximação do inverno, porém novamente retiraram-se com a marcha de Mermeroes.